# Carrefour (film)
Carrefour is een Franse film van Curtis Bernhardt die werd uitgebracht in 1938. 
Het scenario is gebaseerd op een roman van John H. Kafka.

## Verhaal
Roger de Vétheuil, een welgestelde fabrikant, heeft, ruim twintig jaar geleden, als militair geheugenverlies opgelopen tijdens de Eerste Wereldoorlog. Na de oorlog kende men hem een nieuwe identiteit toe. Vétheuil voelde ergens wel dat er iets niet klopte, maar hij aanvaardde zijn nieuwe status.
Twintig jaar later raakt hij verstrikt in een zaak van persoonsverwisseling. Hij wordt ervan beschuldigd in werkelijkheid Jean Pelletier te zijn, een onbeduidende boef die net als Vétheuil in de voorste linies verdween tijdens de slag aan de Somme. Bovendien wordt hij het slachtoffer van een afperser. 

## Rolverdeling
| Acteur          | Personage                      |
| --------------- | ------------------------------ |
| Charles Vanel   | Roger de Vétheuil              |
| Jules Berry     | Lucien Sarroux                 |
| Suzy Prim       | Michèle Allain                 |
| Tania Fédor     | Anna de Vétheuil               |
| Marcelle Géniat | mevrouw Pelletier              |
| Jen Claudio     | Paul de Vétheuil               |
| Otto Wallburg   | dokter Otto Breithaupt         |
| Paul Amiot      | de president                   |
| Pierre Palau    | de hertog                      |
| Jean Tissier    | de bediende van het agentschap |